# رزیدنت ایول: قصاص
رزیدنت ایول: قصاص (به انگلیسی: Resident Evil: Retribution) یک فیلم علمی–تخیلی ترسناک سه‌بعدی به نویسندگی و کارگردانی پل دبلیو. اس. اندرسون است که در سپتامبر ۲۰۱۲ اکران جهانی شده است. این پنجمین قسمت در مجموعه فیلم‌های رزیدنت ایول است که بر اساس مجموعه بازی ویدئویی ترس و بقا شرکت کپ‌کام، رزیدنت ایول ساخته شده است و سومین فیلم کارگردانی شده توسط پل اندرسون است.

## خلاصه داستان
این فیلم مستقیماً و در ادامهٔ نسخه قبلی، رزیدنت ایول: زندگی پس از مرگ است و از جایی شروع می‌شود که فیلم قبلی تمام شد (با حمله چندین هواپیمای بزرگ شرکت آمبرلا به کشتی). در این فیلم «آلیس» (میلا یوویچ) به همراه چند نفر دیگر و شرکت آمبرلا در مقابل زامبی‌ها که تمام دنیا را گرفته‌اند، می‌جنگد…

## بازیگران
- میلا یوویچ در نقش آلیس و همسان‌هایش
- لی بینگ‌بینگ در نقش ایدا وانگ
- یوهان اورب در نقش لیان اس. کندی
- بوریس کوجو در نقش لوتر وست
- کوین دورند در نقش بری برتون
- آریانا انجینیر در نقش بکی
- سیه‌نا گیلری در نقش جیل ولنتاین
- میشل رودریگز در نقش رین اوکامپو
- اودد فهر در نقش کارلوس اولویرا
- کالین سالمون در نقش جیمز «وان» شید
- شان رابرتس در نقش آلبرت وسکر
- مگان کارپنتی‌یر در نقش ملکه سرخ
- میکا ناکاشیما در نقش دختر جی-پاپ

جوزف می نقش خود را در نقش دکتر بلو در فیلم اول از طریق تصاویر آرشیوی تکرار کرد.